# Krewella
Krewella ist ein US-amerikanisches Musik-Duo aus Chicago. Gegründet wurde Krewella im Jahr 2007 als Trio, bestehend aus Kris Trindl (auch Rain Man) sowie den Schwestern Yasmine und Jahan Yousaf. Erste Veröffentlichungen der Gruppe stammen aus dem Jahr 2011. Im Jahr 2014 hat Trindl die Gruppe verlassen.

## Geschichte
Krewella begann im Jahr 2007, eigene Musik zu produzieren, publizierten allerdings bis zu ihrem ersten Song Life of the Party 2011, den sie gemeinsam mit S-Preme aufnahmen, nichts. Dieses Lied und Strobelights erschienen auf der Musik-Plattform SoundCloud. Juni 2012 veröffentlichte Krewella ihre erste EP Play Hard. Auch eine Remix-EP mit dem Namen Play Harder kam Dezember 2012 auf den Markt. Die Remixe wurden unter anderem von den Pegboard Nerds und Dirtyphonics produziert. Mit dem Titel Alive konnte die Band den ersten Charterfolg verbuchen, sie erreichte unter anderem in den Vereinigten Staaten und in Kanada eine Platzierung in den Top 50, nachdem sie bei Columbia Records einen Vertrag unterschrieben hatten.
Ein erstes komplettes Studioalbum Get Wet wurde am 20. September 2013 veröffentlicht und erreichte Platz 45 der australischen Charts. Auch in den US-amerikanischen Album-Charts wurde das Album ein Erfolg und konnte bis auf Platz 8 vorrücken. Als zweite Single wurde bereits im Sommer 2013 der Track Live for the Night ausgekoppelt und brachte Krewella ein weiteres Mal in die Billboard Single-Charts.
Im September 2014 wurde bekannt gegeben, dass der DJ, Produzent sowie Songwriter und Komponist Kris Trindl nicht mehr Teil der Band ist. Er behauptete, unfair aus der Gruppe geworfen worden zu sein, und verklagte die Schwestern auf 5 Millionen Dollar Entschädigung. Daraufhin reichten sie eine Gegenklage ein und warfen Trindl neben seinen bekannten Drogen- und Alkoholproblemen vor, dass er auf der Bühne nur vortäuschte, DJ zu sein. Schlussendlich sei er aus der Gruppe ausgetreten.
Im August 2015 einigten sich die Parteien auf einen Vergleich, dessen Konditionen nicht veröffentlicht wurden.
Am 20. Mai 2016 veröffentlichten sie ihre dritte EP Ammunition. Im selben Jahr wurde bekannt, dass ihre Single Somewhere to Run im Soundtrack des Films NERVE enthalten sein wird, welcher am 8. September 2016 in den deutschen Kinos anläuft.

## Diskografie

### Alben
- 2012: Play Hard UK Deluxe Edition
- 2013: Get Wet
- 2016: Ammunition: The Remixes
- 2016: Krewella Hits Japan Special Edition
- 2020: Zer0
- 2022: The Body Never Lies

### EPs
- 2012: Play Hard
- 2012: Play Harder (Remix-EP)
- 2014: Party Monster
- 2016: Ammunition
- 2017: New World Pt. 1

### Singles
| - 2012: Life of the Party (feat. S-Preme) - 2012: Strobelights - 2012: One Minute - 2012: Killin’ It - 2012: Feel Me - 2012: Come & Get It - 2012: Rise & Fall (feat. Adventure Club) - 2013: Alive - 2013: Pass the Love Around - 2013: Ring of Fire - 2013: Human - 2013: This Is Not the End (feat. Pegboard Nerds) - 2013: Live for the Night - 2013: We Are One - 2013: Legacy (vs Nicky Romero) - 2013: United Kids of the World (feat. Headhunterz) - 2013: Enjoy the Ride - 2014: Party Monster - 2014: Say Goodbye - 2015: Somewhere to Run - 2015: Love Song to the Earth (Verkäufe: + 11.000; als Teil von Friends of the Earth) - 2016: Beggars (x Diskord) - 2016: Broken Record - 2016: Superstar (feat. Pegboard Nerds & Nghtmre) - 2016: Team | - 2017: Be There - 2017: Love Outta Me - 2017: New World (x Yellow Claw feat. Taylor Bennett) - 2017: Dead AF - 2017: Another Round (feat. Pegboard Nerds) - 2017: Alarm (x Lookas) - 2017: Ain't That Why (x R3hab) - 2018: New World (x Yellow Claw feat. VAVA) - 2018: Alibi - 2018: Bitch of the Year - 2018: Runaway - 2018: Gold Wings (x Shaun Frank) - 2019: Ghost - 2019: Mana - 2019: No Regrets (x KSHMR, Yves V) - 2019: Next Life (x Adventure Club, Crankdat) - 2019: Good on You (feat. Nucleya) - 2020: Greenlights - 2020: Greenlights (Acoustic) - 2020: Goddess (x Nervo feat. Raja Kumari) - 2020: Rewind - 2020: Runaway (Coke Studio Season 11) (feat. Riaz Qadri, Ghulam Ali Qadri) - 2021: Never Been Hurt (feat. Beauz) - 2021: No Control (x MADGRRL) - 2022: I’m Just A Monster Underneath, My Darling |